# ディラ (ドバイ)

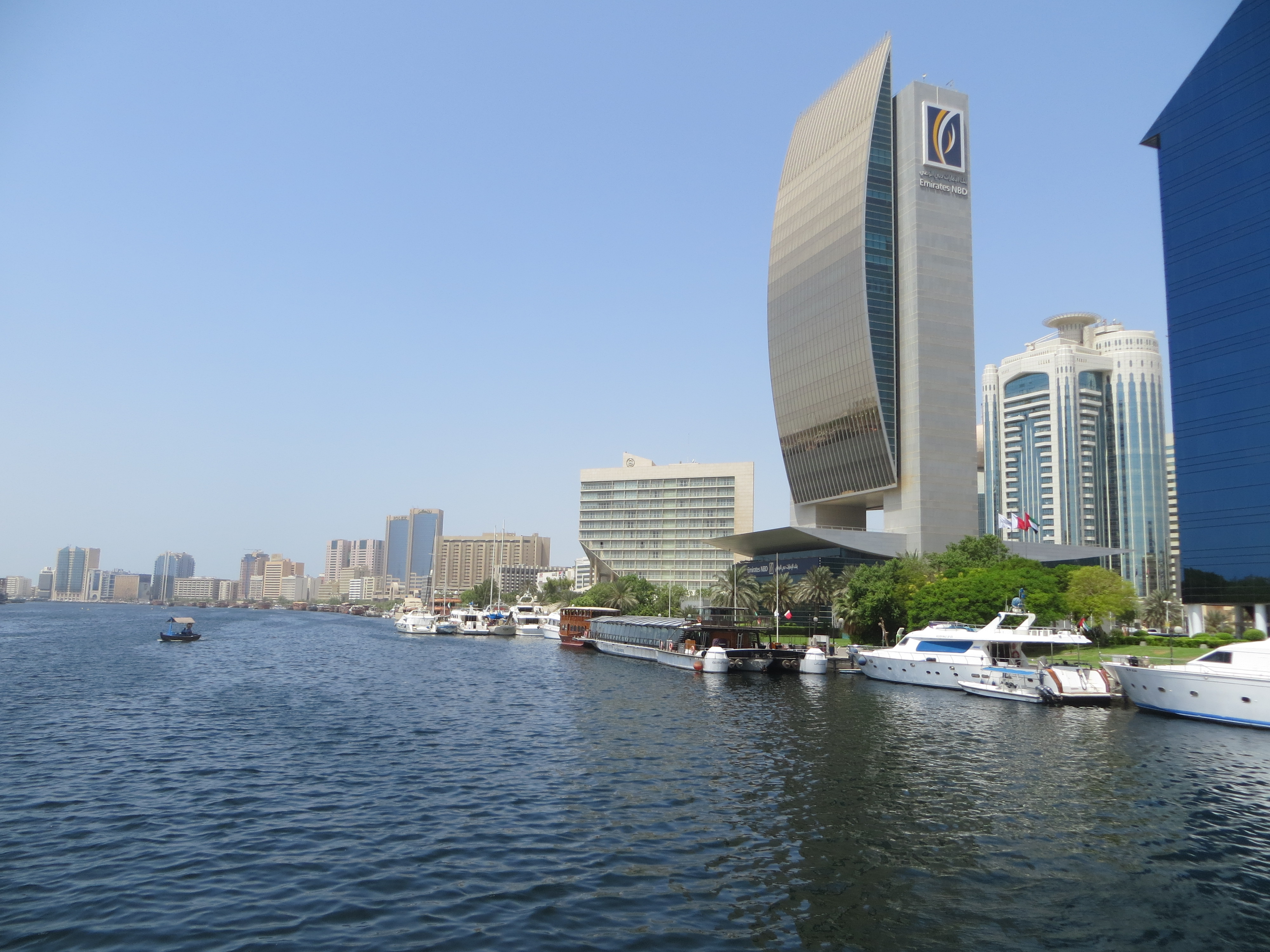
ディラ、ドバイ・クリーク（2016年）

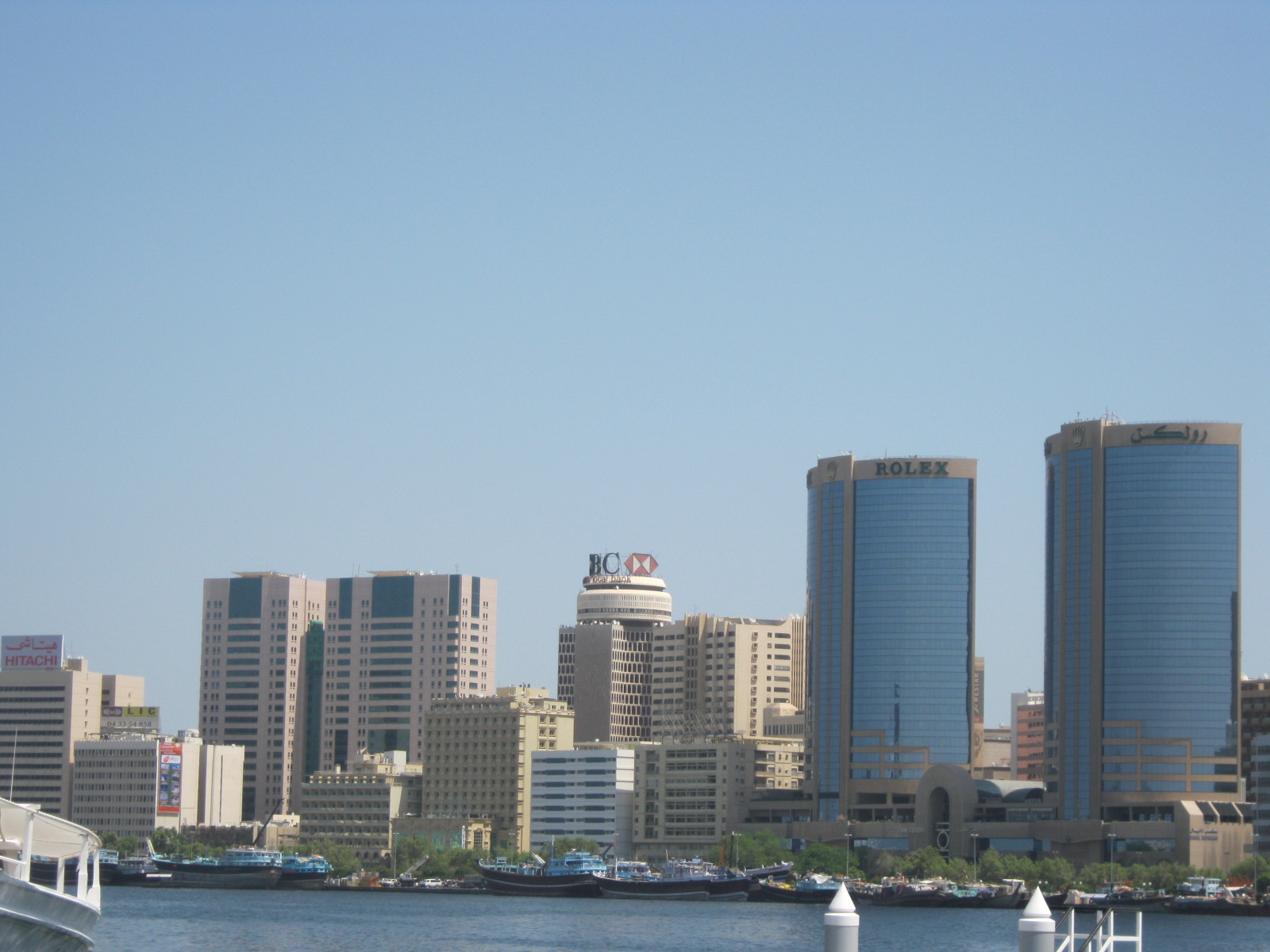
ドバイ・クリークに面したディラの市街地（2011年）

ディラ（アラビア語: ديرة，英語: Deira）は、アラブ首長国連邦のドバイの地区。ドバイ・クリークの北東側に位置し、初期のドバイに形成された市街地を起源とする地区である。
1830年代、アブダビから移住したマクトゥーム家がドバイ首長国を建国。街は徐々に発展し、市街地を3つの地区に分けて統治することとなった。ドバイ・クリーク東岸のディラ地区、ドバイ・クリーク西岸のバール・ドバイ地区とシンダガ地区である。現在の行政区ではないが、大まかな地域分けにはこの呼び方が使われ、ドバイの市街地は東から西へディラ地区、バール・ドバイ地区、ジュメイラ地区と並んでいる。
ディラ地区の北側のペルシア湾上には人工島のデイラ・アイランドが、南東側にはドバイ国際空港の滑走路が、北東側はシャールジャ首長国が隣接している。

## 著名な施設
商業施設
- モール ： CITY CENTREディラ、Al Ghurair City
- スーク ： ゴールド・スーク、スパイス・スーク、パフューム・スーク
- その他 ： ディラ・フィッシュ・マーケット

## 交通機関
- ドバイ・メトロ レッド・ライン ： ユニオン駅 〜 デイラ・シティ・センター駅
- ドバイ・メトロ グリーン・ライン ： アル・ラス駅 〜 ユニオン駅 〜 アル・キヤーダ駅
- アブラ ： ディラ・オールド・スーク（Deira Old Souq）渡船場、アル・サブハ（Al Sabkha）渡船場